# Marie Haspels
Marie Francisca Haspels (Rotterdam, 15 augustus 1876 - Amsterdam, 22 januari 1956) was een Nederlands toneelspeelster.
Ze was dochter van het acteursechtpaar Dirk Haspels en Lina Valois. Oma van moederskant was actrice Wilhelmina Gerretje Sablairolles, die weer dochter was van acteur Jacob Hendrik Sbalarolles (en zijn vrouw). Zuster Rika Haspels was eveneens acteur. Marie Haspels trouwde op haar beurt in 1914 met acteur Hein Harms (1863-1943); uit dat huwelijk kwamen voor zover bekend twee kinderen voort. Vanaf 1935 was ze met man woonachtig aan de Westlandgracht 219.
Haar naam wordt voor het eerst met toneel verbonden bij optredens eind jaren negentig van de 19e eeuw. Ze speelt dan in het gezelschap "Vereenigde Rotterdamsche Tooneelisten" van Le Gras & Haspels, waarbij een van de gebroeders Haspels haar vader was, in Voor een weelderig doel het dienstmeisje Mina. Ze trok vanaf dan in diverse gezelschappen door het land, onder andere met de Utrechtsche Rederijkerkamer Jan van Beers en het gezelschap rond Henri Brondgeest en Sophia Brondgeest (1903). Met dat laatste gezelschap maakte ze in 1904/1905 een door ziekte geplaagde tournee door Nederlands-Indië, onder andere met Een poppenhuis van Henrik Ibsen. en Op hoop van zegen van Herman Heijermans (vrouw van de reder). In najaar 1905 stond ze op de planken van de Koninklijke Schouwburg in Den Haag,
Haspels was vervolgens jarenlang verbonden aan De Toneelvereniging, Residentie-Tooneelgezelschap (van Brondgeest), Hofstad Tooneel en Het Schouwtoneel. Ze kreeg vooral bekendheid door haar optredens in de stukken van Herman Heijermans. Eind jaren dertig stokte haar loopbaan. Het is niet bekend of dat te maken heeft met haar ondertekening van het Manifest 18 (protest tegen censuur in toneelstukken) of de Tweede Wereldoorlog in het algemeen. 
Ze overleed als weduwe van Harms op 79-jarige leeftijd. Ze was toen dus al lange tijd uit beeld als actrice. Ze werd gecremeerd op Westerverld.